# Juan Carlos Valenzuela
Juan Carlos Valenzuela Hernández (* 15. Mai 1984 in Guaymas, Sonora) ist ein mexikanischer Fußballspieler, der in der Defensive – meistens in der Verteidigung und gelegentlich im defensiven Mittelfeld – zum Einsatz kommt.

## Biografie

### Verein
Valenzuela begann seine Profikarriere bei seinem Heimatverein Atlas Guadalajara und debütierte in der mexikanischen Primera División bei einem Derby gegen die Tecos de la U.A.G., das Atlas mit 2:0 gewann. Anfang 2008 wechselte er zu den Tecos, für die er das gesamte Jahr 2008 spielte und insgesamt 33 Ligaspiele (einschließlich der Liguillas) absolvierte. Anfang 2009 wechselte er in die Hauptstadt zum Club América, bei dem er auch gegenwärtig noch unter Vertrag steht.

### Nationalmannschaft
Sein Debüt im Trikot der mexikanischen Nationalmannschaft gab Valenzuela am 24. September 2008 in einem Testspiel in den USA gegen Chile, das die Mexikaner mit 0:1 verloren. Seinen bisher größten Erfolg mit der Nationalmannschaft feierte er mit dem Gewinn des CONCACAF Gold Cup 2009, wo er das Halbfinale gegen Costa Rica (120 Minuten) und das Finale gegen die USA (90 Minuten) in voller Länge absolvierte.